# Zimowiak
Zimowiak (łac. hibernoma) jest jedną z odmian tłuszczaka, łagodnego guza tkanki tłuszczowej. Charakterystyczną cechą jest jego pochodzenie z brunatnej tkanki tłuszczowej, prawidłowo obecnej jedynie u noworodków i zwierząt zapadających w sen zimowy. Guz zwykle lokalizuje się na grzbiecie, przyjmując postać lekko wyniosłej, brunatnej zmiany. Mikroskopowo komórki mają wielowodniczkową cytoplazmę i oplecione są bogatą siecią naczyń krwionośnych.

## Klasyfikacja ICD10
| kod ICD10     | nazwa choroby                                                              |
| ------------- | -------------------------------------------------------------------------- |
| ICD-10: D17   | Nowotwór niezłośliwy z tkanki tłuszczowej                                  |
| ICD-10: D17.0 | Tłuszczak skóry i tkanki podskórnej głowy, twarzy i szyi                   |
| ICD-10: D17.1 | Tłuszczak skóry i tkanki podskórnej tułowia                                |
| ICD-10: D17.2 | Tłuszczak skóry i tkanki podskórnej kończyn                                |
| ICD-10: D17.3 | Tłuszczak skóry i tkanki podskórnej o innym i nieokreślonym umiejscowieniu |
| ICD-10: D17.4 | Tłuszczak narządów klatki piersiowej                                       |
| ICD-10: D17.5 | Tłuszczak narządów jamy brzusznej                                          |
| ICD-10: D17.6 | Tłuszczak powrózka nasiennego                                              |
| ICD-10: D17.7 | Tłuszczak o innym umiejscowieniu                                           |
| ICD-10: D17.9 | Tłuszczak, umiejscowienie nieokreślone                                     |